# Grumes
Grumes település Olaszországban, Trento megyében. Lakosainak száma 466 fő (2008). Grumes Salorno, Segonzano, Valda, Grauno és Sover községekkel határos.

## Népesség
A település népességének változása:

| 2008 | 466 |